# Oscinella halterata
Oscinella halterata är en tvåvingeart som först beskrevs av Lamb 1912.  Oscinella halterata ingår i släktet Oscinella och familjen fritflugor.
Artens utbredningsområde är Seychellerna. Inga underarter finns listade i Catalogue of Life.